# ديفي آرمسترونغ
ديفي آرمسترونغ (بالإنجليزية: Davey Armstrong)‏ هو ملاكم أمريكي سابق. سبق أن شارك في دورة الألعاب الأولمبية الصيفية سنة 1972. حقق الميدالية الذهبية في دورة الألعاب الأمريكية 1975.

## الميداليات
| الميدالية | المسابقة                    |
| --------- | --------------------------- |
| ذهبية     | دورة الألعاب الأمريكية 1975 |

## روابط خارجية
- ديفي آرمسترونغ على موقع بوكس ريك (الإنجليزية) (registration required)
- ديفي آرمسترونغ على موقع أوليمبيديا (الإنجليزية)